# Carlos Scarone
Carlos Scarone (11 listopada 1888 - 12 maja 1965) – piłkarz urugwajski, napastnik. Starszy brat Héctora Scarone.
Scarone rozpoczął karierę piłkarską w 1908 roku w klubie River Plate Montevideo. W następnym roku przeszedł do klubu CURCC Montevideo. Przez pewien czas grał w Argentynie, w klubie Boca Juniors, po czym w 1914 przeszedł do klubu Club Nacional de Football, w którym pozostał już do końca kariery.
Jako piłkarz Nacionalu był w kadrze reprezentacji Urugwaju podczas turnieju Copa América 1917, gdzie Urugwaj drugi raz z rzędu zdobył tytuł mistrza Ameryki Południowej. Scarone zagrał we wszystkich trzech meczach - z Chile (zdobył 2 bramki), Brazylią (zdobył bramkę) i Argentyną. Jako zdobywca 3 bramek został wicekrólem strzelców turnieju.
Wciąż jako gracz Nacionalu wziął udział w turnieju Copa América 1919, gdzie Urugwaj został wicemistrzem Ameryki Południowej. Scarone zagrał we wszystkich czterech meczach - z Argentyną (zdobył bramkę), Chile (zdobył bramkę), Brazylią (zdobył bramkę) oraz w decydującym o mistrzowskim tytule barażu z Brazylią. Strzelając w turnieju 3 bramki drugi raz został wicekrólem strzelców Copa América.
Scarone był w kadrze Urugwaju podczas turnieju Copa América 1920, gdzie Urugwaj po raz trzeci został mistrzem Ameryki Południowej, jednak nie zagrał w żadnym meczu.
Scarone od 15 sierpnia 1909 do 17 grudnia 1922 rozegrał w reprezentacji Urugwaju 25 meczów i zdobył 18 bramek.
Karierę piłkarską Scarone zakończył w Nacionalu, w którym grał aż do 1927 roku. Razem z Nacionalem, w którym rozegrał 227 meczów i zdobył 152 bramki, 8 razy zdobył mistrzostwo Urugwaju - w 1915, 1916, 1917, 1919, 1920, 1922, 1923 oraz w 1924.